# Coupe du Kazakhstan de football 2012
Navigation
Édition précédente Édition suivante
La Coupe du Kazakhstan 2012 est la 21e édition de la Coupe du Kazakhstan depuis l'indépendance du pays. Elle prend place du 15 mai au 11 novembre 2012.
Un total de 30 équipes prennent part à la compétition, toutes issues des deux premières divisions nationales kazakhes pour la saison 2012.
La compétition est remportée par le FK Astana qui l'emporte face à l'Irtych Pavlodar à l'issue de la finale et gagne sa deuxième coupe nationale. Cette victoire permet au club de se qualifier pour le premier tour de qualification de la Ligue Europa 2013-2014 ainsi que pour l'édition 2013 de la Supercoupe du Kazakhstan.

## Premier tour
Les rencontres de ce tour sont jouées les 15 et 16 mai 2012 et voient l'entrée en lice de 28 des 30 participants, les équipes exemptées étant l'Ordabasy Chimkent et le Tobol Kostanaï, finalistes de l'édition précédente.
| Date        | Club                    | Score | Club                       |
| ----------- | ----------------------- | ----- | -------------------------- |
| 15 mai 2012 | Kyzyljar Petropavl (D2) | 0 - 2 | (D1) FK Taraz              |
| 16 mai 2012 | Ak-Bulak Talgar (D2)    | 2 - 1 | (D2) Bolat Temirtaw        |
| 16 mai 2012 | CSKA Almaty (D2)        | 5 - 3 | (D2) Baïterek Astana       |
| 16 mai 2012 | FK Ile-Saulet (D2)      | 0 - 3 | (D1) Okjetpes Kökşetaw     |
| 16 mai 2012 | Kaspiy Aqtaw (D2)       | 1 - 3 | (D1) Akjaïyk Oural         |
| 16 mai 2012 | Aktobe-Jas (D2)         | 1 - 2 | (D1) Kaysar Kyzylorda      |
| 16 mai 2012 | BIIK Chimkent (D2)      | 1 - 4 | (D1) FK Aktobe             |
| 16 mai 2012 | Lachyne Taraz (D2)      | 2 - 0 | (D1) Sunkar Kaskelen       |
| 16 mai 2012 | Spartak Semeï (D2)      | 0 - 2 | (D1) Chakhtior Karagandy   |
| 16 mai 2012 | Vostok Öskemen (D2)     | 1 - 3 | (D1) Jetyssou Taldykourgan |
| 16 mai 2012 | FK Astana-1964 (D2)     | 0 - 1 | (D1) FK Astana             |
| 16 mai 2012 | Kaïrat Akademia (D2)    | 1 - 0 | (D1) FK Atyraou            |
| 16 mai 2012 | FK Ekibastouz (D2)      | 1 - 4 | (D1) Irtych Pavlodar       |
| 16 mai 2012 | Kyran Chimkent (D2)     | 2 - 4 | (D1) Kaïrat Almaty         |

## Huitièmes de finale
Les huitièmes de finale sont disputés sous la forme de confrontations en deux manches, les matchs aller étant joués le 20 juin et les matchs retour le 27 juin 2012.
| Club                       | Score | Club                     | Aller | Retour |
| -------------------------- | ----- | ------------------------ | ----- | ------ |
| CSKA Almaty (D2)           | 0 - 7 | (D1) Chakhtior Karagandy | 0 - 4 | 0 - 3  |
| Okjetpes Kökşetaw (D1)     | 2 - 3 | (D1) Tobol Kostanaï      | 1 - 3 | 1 - 0  |
| Jetyssou Taldykourgan (D1) | 3 - 1 | (D1) FK Taraz            | 1 - 1 | 2 - 0  |
| Ak-Bulak Talgar (D2)       | 1 - 3 | (D1) FK Astana           | 1 - 1 | 0 - 2  |
| FK Aktobe (D1)             | 7 - 0 | (D2) Lachyne Taraz       | 5 - 0 | 2 - 0  |
| Kaïrat Akademia (D2)       | 1 - 8 | (D1) Irtych Pavlodar     | 1 - 4 | 0 - 4  |
| Kaysar Kyzylorda (D1)      | 2 - 1 | (D1) Kaïrat Almaty       | 2 - 0 | 0 - 1  |
| Akjaïyk Oural (D1)         | 1 - 7 | (D1) Ordabasy Chimkent   | 1 - 2 | 0 - 5  |

## Quarts de finale
Les quarts de finale sont disputés sous la forme de confrontations en deux manches, les matchs aller étant joués le 19 septembre et les matchs retour le 29 septembre 2012.
| Club                       | Score | Club                     | Aller | Retour |
| -------------------------- | ----- | ------------------------ | ----- | ------ |
| Kaysar Kyzylorda (D1)      | 2 - 4 | (D1) FK Astana           | 1 - 0 | 1 - 4  |
| Jetyssou Taldykourgan (D1) | 1 - 2 | (D1) Chakhtior Karagandy | 1 - 1 | 0 - 1  |
| FK Aktobe (D1)             | 1 - 0 | (D1) Ordabasy Chimkent   | 0 - 0 | 1 - 0  |
| Irtych Pavlodar (D1)       | 6 - 3 | (D1) Tobol Kostanaï      | 3 - 0 | 0 - 1  |

## Demi-finales
Les demi-finales sont disputés sous la forme de confrontations en deux manches, les matchs aller étant joués le 1er novembre et les matchs retour le 5 novembre 2012.
| Club                     | Score | Club           | Aller | Retour |
| ------------------------ | ----- | -------------- | ----- | ------ |
| Chakhtior Karagandy (D1) | 2 - 3 | (D1) FK Astana | 2 - 1 | 0 - 2  |
| Irtych Pavlodar (D1)     | 6 - 3 | (D1) FK Aktobe | 5 - 0 | 1 - 3  |

## Finale
La finale de cette édition oppose le FK Astana, qui dispute sa deuxième finale de coupe après celle de 2010, à l'Irtych Pavlodar, dont il s'agît là de la quatrième finale, la première depuis 2002. La rencontre est disputée le 11 novembre 2012 à l'Astana Arena d'Astana et voit le FK Astana l'emporter sur le score de 2-0, gagnant ainsi sa deuxième coupe nationale.
| ·                |
| Entraîneur :     |
| Miroslav Beránek |

| ·                 |
| Entraîneur :      |
| Talgat Baysufinov |

| ·                |
| Entraîneur :     |
| Miroslav Beránek |

| ·                 |
| Entraîneur :      |
| Talgat Baysufinov |